# Station Toba-kaido
Station Toba-kaidō (鳥羽街道駅, Toba-kaidō-eki) is een spoorwegstation in de wijk Higashiyama-ku in de Japanse stad  Kyoto. Het wordt aangedaan door de Keihan-lijn. Het station heeft twee sporen, gelegen aan twee zijperrons.

## Treindienst

### Keihan-lijn
| 1 | ■ Keihan-lijn | richting Sanjō en Demachiyanagi                            |
| 2 | ■ Keihan-lijn | richting Hirakatashi, Kyōbashi, Yodoyabashi en Nakanoshima |

## Geschiedenis
Het station werd in 1910 geopend. Tussen september 1945 en mei 1946 was het station gesloten.   

## Overig openbaar vervoer
Bus 5.

## Stationsomgeving
- Nintendo Kyoto Research Center
- Inariyama-ziekenhuis
- Tōfukuji-tempel
- Kujō-tombe (graf van keizer Chūkyō)
- Circle-K